# Sørfolds kommun
Sørfolds kommun (norska: Sørfold kommune, lulesamiska: Fuoldá suohkan) är en kommun i regionen och landskapet Salten i Nordland fylke i norra Norge. Kommunen gränsar i norr mot Steigens kommun och Hamarøy kommun, i söder mot Fauske kommun, och i väster mot Bodø kommun. I öster gränsar kommunen mot Jokkmokks kommun i Norrbottens län i Sverige. Kommunens centralort är tätorten Straumen.

## Administrativ historik
Sørfolds kommun bildades 1887 genom en delning av Foldens kommun. 1894 överförs ett område med 30 invånare från Nordfold-Kjerringøy kommun. 1964 överförs ett område med 81 invånare till Bodins kommun. Samtidigt överförs ett område med 268 från Nordfolds kommun. 1984 överförs ett område med 22 invånare till Bodø kommun.

## Tätorter
I Sørfolds kommun finns en tätort:
- Straumen (centralort)

Orten Røsvik har tidigare räknats som en tätort men uppfyller inte längre kriterierna.

## Socknar
Inom Norska kyrkan motsvaras Sørfolds kommun av Sørfolds socken i Saltens prosteri i Sør-Hålogalands stift.